# Hybolasius wakefieldi
Hybolasius wakefieldi är en skalbaggsart som beskrevs av Bates 1876. Hybolasius wakefieldi ingår i släktet Hybolasius och familjen långhorningar. Inga underarter finns listade i Catalogue of Life.